# Groslée
Groslée és un municipi francès situat al departament de l'Ain i a la regió d'Alvèrnia-Roine-Alps. L'any 2007 tenia 350 habitants.

## Demografia

### Població
El 2007 la població de fet de Groslée era de 350 persones. Hi havia 136 famílies de les quals 40 eren unipersonals (8 homes vivint sols i 32 dones vivint soles), 36 parelles sense fills, 52 parelles amb fills i 8 famílies monoparentals amb fills.
La població ha evolucionat segons el següent gràfic:
Habitants censats

### Habitatges
El 2007 hi havia 207 habitatges, 143 eren l'habitatge principal de la família, 41 eren segones residències i 23 estaven desocupats. 185 eren cases i 22 eren apartaments. Dels 143 habitatges principals, 107 estaven ocupats pels seus propietaris, 33 estaven llogats i ocupats pels llogaters i 3 estaven cedits a títol gratuït; 1 tenia una cambra, 2 en tenien dues, 14 en tenien tres, 30 en tenien quatre i 96 en tenien cinc o més. 122 habitatges disposaven pel capbaix d'una plaça de pàrquing. A 58 habitatges hi havia un automòbil i a 73 n'hi havia dos o més.

### Piràmide de població
La piràmide de població per edats i sexe el 2009 era:
| Homes | Edats   | Dones |
| ----- | ------- | ----- |
| 0     | 95 o +  | 0     |
| 0     | 90 a 94 | 0     |
| 4     | 85 a 89 | 0     |
| 0     | 80 a 84 | 0     |
| 0     | 75 a 79 | 8     |
| 4     | 70 a 74 | 12    |
| 12    | 65 a 69 | 12    |
| 12    | 60 a 64 | 8     |
| 8     | 55 a 59 | 8     |
| 12    | 50 a 54 | 12    |
| 20    | 45 a 49 | 12    |
| 20    | 40 a 44 | 16    |
| 4     | 35 a 39 | 4     |
| 12    | 30 a 34 | 4     |
| 16    | 25 a 29 | 12    |
| 4     | 20 a 24 | 12    |
| 16    | 15 a 19 | 12    |
| 0     | 10 a 14 | 8     |
| 8     | 5 a 9   | 12    |
| 12    | 0 a 4   | 16    |

## Economia
El 2007 la població en edat de treballar era de 218 persones, 161 eren actives i 57 eren inactives. De les 161 persones actives 148 estaven ocupades (82 homes i 66 dones) i 13 estaven aturades (7 homes i 6 dones). De les 57 persones inactives 19 estaven jubilades, 17 estaven estudiant i 21 estaven classificades com a «altres inactius».

### Ingressos
El 2009 a Groslée hi havia 145 unitats fiscals que integraven 354,5 persones, la mediana anual d'ingressos fiscals per persona era de 18.227 €.

### Activitats econòmiques
Dels 24 establiments que hi havia el 2007, 2 eren d'empreses alimentàries, 2 d'empreses de fabricació d'altres productes industrials, 4 d'empreses de construcció, 6 d'empreses de comerç i reparació d'automòbils, 2 d'empreses financeres, 5 d'empreses immobiliàries, 1 d'una empresa de serveis, 1 d'una entitat de l'administració pública i 1 d'una empresa classificada com a «altres activitats de serveis».
Dels 5 establiments de servei als particulars que hi havia el 2009, 1 era una funerària, 1 paleta, 1 guixaire pintor, 1 lampisteria i 1 restaurant.
L'any 2000 a Groslée hi havia 21 explotacions agrícoles que ocupaven un total de 160 hectàrees.

## Equipaments sanitaris i escolars
El 2009 hi havia una escola elemental.

## Poblacions més properes
El següent diagrama mostra les poblacions més properes.